# Hexatoma (Eriocera) commoda
Hexatoma (Eriocera) commoda is een tweevleugelige uit de familie steltmuggen (Limoniidae). De soort komt voor in het Oriëntaals gebied.